# Живко Кайкамджозов
Живко Георгиев Кайкамджозов е български шахматист, треньор и журналист. Той е международен шахматен съдия и член е на централния комитет на ФИДЕ. 
Кайкамджозов е икономист по образование, завършва Висшия икономически институт в София.
Състазателната му кариера продължава от 1947 до 1992 г. През 1976 г. достига  238-мо място в световната ранглиста.
През 1962 г. създава първата в България детско юношеска школа по шахмат в Добрич. По-късно през 1969 г. създава школа и в София, където под негово ръководство тренират Любен Спасов, Маргарита Войска, Петър Великов и други.
Като журналист работи дълги години в сп. „Шахматна мисъл“, в. „Спорт“ и в. „7 дни спорт“. Автор е на 33 книги с шахматна тематика.
През 1986 г. е съдия на мача за световната титла между Анатоли Карпов и Гари Каспаров.
През 2006 г. става почетен гражданин на родния си град Добрич.